# Lucio De Caro
Giuseppe Lucio De Caro (* 15. Januar 1922 in Pescara) ist ein italienischer Drehbuchautor und Filmregisseur.

## Leben
De Caro wurde in sehr jungen Jahren, bereits 1941, Assistent von Mario Soldati und schrieb im Jahr darauf dessen Tragica notte. Wieder ein Jahr später drehte er sein Debüt als Regisseur, eine Komödie mit Ugo Falena. Nach einigen weiteren Zusammenarbeiten verantwortete De Caro in den ersten Nachkriegsjahren die italienische Version (Manù il contrabbandiere) des französischen Le dessous des cartes und schnitt 1949 den Animationsfilm Die Rose von Bagdad.
1951 verließ De Caro die Filmszene und arbeitete zwanzig Jahre als politischer Journalist, bis er 1971 als Drehbuchautor zurückkehrte und sowohl Krimis wie auch Komödien schrieb sowie zwischen 1974 und 1976 drei interessante, jedoch weitgehend vergessene Filme selbst inszenierte. Ab 1980 schrieb er für das italienische Fernsehen, wie im Jahrzehnt zuvor häufig für Regisseur Stefano Vanzina. Darunter befand sich auch die Serie um den von Bud Spencer dargestellten Jack Clementi – Anruf genügt... (im Original Il professore).

## Filmografie (Auswahl)

### Regisseur
- 1943: Il ventesimo duca
- 1947: Manù il contrabbandiere
- 1974: Das Urteil – Prozeß im Schnellverfahren (Processo per direttissima)
- 1975: Piange… il telefono
- 1976: Cinque furbastri, un furbacchione

### Drehbuchautor
- 1972: Don Camillo e i giovani d’oggi
- 1973: Sie nannten ihn Plattfuß (Piedone lo sbirro)
- 1974: Plattfuß räumt auf (Piedone a Hong Kong)
- 1986/1987: Der Schatz im All (L’isola del tesoro) (Miniserie)
- 1986–1992: Jack Clementi – Anruf genügt... (Il professore) (Fernsehserie)